# Felföldi moa
A felföldi moa (Megalapteryx didinus) a madarak osztályába, a struccalakúak rendjébe és a moafélék családjába tartozó kihalt faj.

## Elterjedése
Új-Zéland területén volt honos. Magasabban fekvő, hűvösebb területeken élt.

## Megjelenése
Az egyik legkisebb moa volt. Magassága körülbelül 130 centiméter, súlya mintegy 25 kilogramm.

## Túlélése
Ez az egyetlen olyan moa faj, melyről a tudósok feltételezik, hogy még élt a 16. században. A többi nagyobb fajt valószínűleg a 13-14. században kiirtották. Mire az európaiak megérkeztek Új-Zélandra, már ez a faj is kihalt.

## Források

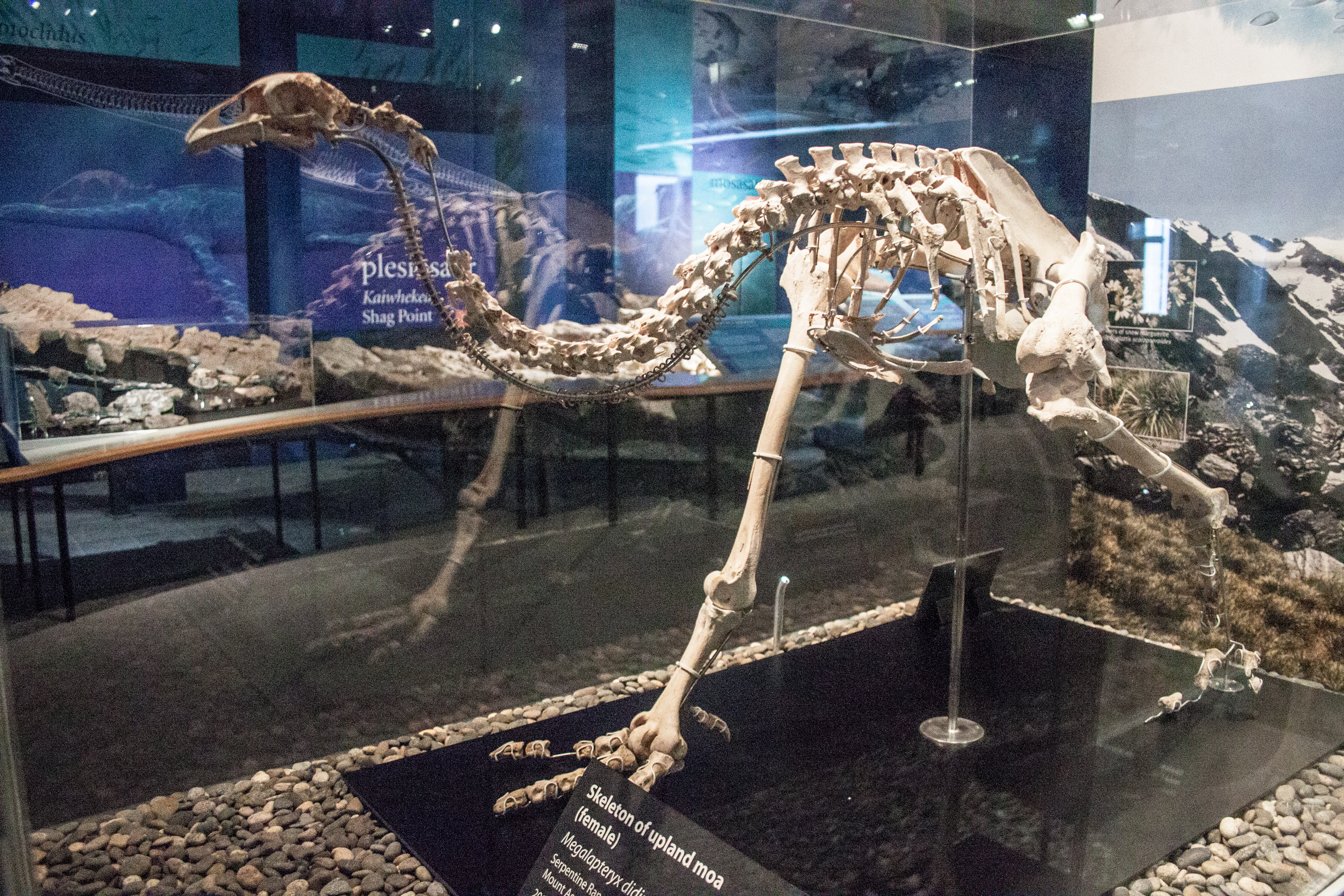
Felföldi moa csontváza az Otago Museumban
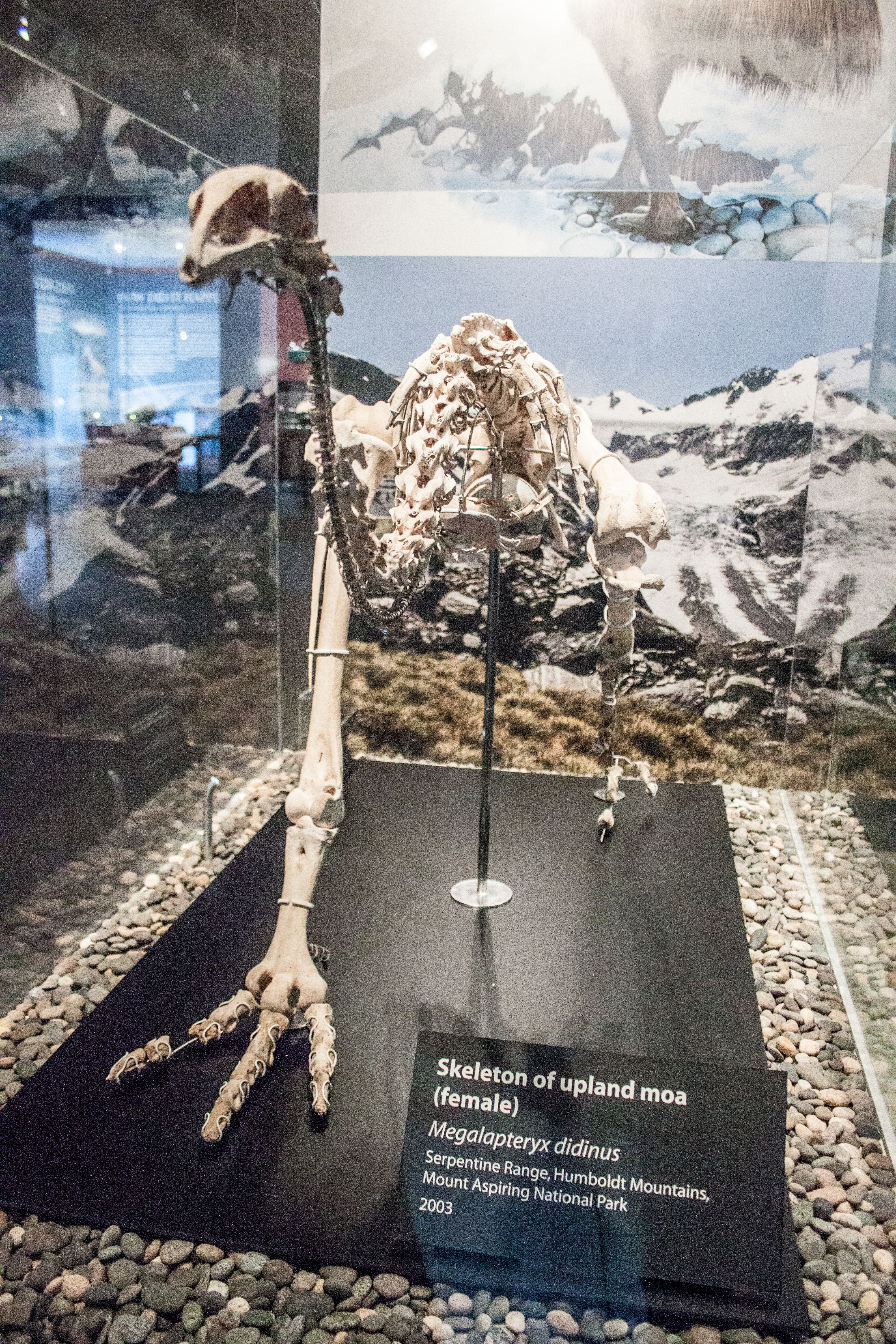
Felföldi moa csontváza az Otago Museumban, szemből